# Харрис, Наджи
Наджи Мзи Харрис (англ. Najee Mzee Harris; 9 марта 1998, Мартинес, Калифорния) — американский футболист, раннинбек клуба НФЛ «Питтсбург Стилерз». На студенческом уровне выступал за команду Алабамского университета. Двукратный победитель студенческого национального чемпионата. Лучший раннинбек студенческого футбола по итогам сезона 2020 года. На драфте НФЛ 2021 года был выбран в первом раунде под общим двадцать четвёртым номером.

## Биография
Наджи Харрис родился 9 марта 1998 года в Мартинесе в Калифорнии. Он окончил старшую школу в городе Антиок, играл раннинбеком за её футбольную команду. В 2015 и 2016 годах Харрис включался в состав сборной звёзд школьного футбола по версии издания USA Today. За карьеру он набрал на выносе 7 948 ярдов, четвёртый результат в истории школьного футбола в Калифорнии. На момент окончания школы он занимал первое место в рейтинге лучших молодых игроков штата и был вторым раннинбеком страны по рейтингам 247Sports и ESPN. После окончания школы Харрис поступил в Алабамский университет.

### Любительская карьера
В составе «Алабамы Кримсон Тайд» Харрис дебютировал в 2017 году. Он сыграл в четырнадцати матчах команды, набрав выносом 370 ярдов с тремя тачдаунами. В пятнадцати играх сезона 2018 года он набрал 783 ярда с четырьмя тачдаунами и стал лучшим в команде по среднему количеству ярдов, набранных за попытку выноса. В победном финале плей-офф против «Клемсона» Харрис набрал 59 ярдов.
В 2019 году он стал игроком стартового состава. В тринадцати сыгранных матчах Харрис набрал 1 224 ярда и занёс тринадцать тачдаунов. В шести играх сезона он набирал более 100 выносных ярдов. После окончания турнира он объявил, что не будет выходить на драфт НФЛ и останется в колледже на четвёртый год. В 2020 году Харрис сыграл в тринадцати матчах. Выносом он набрал 1 466 ярдов, став третьим по продуктивности бегущим в I дивизионе NCAA, а его суммарные тридцать тачдаунов стали лучшим результатом сезона. В финальном матче конференции SEC Харрис сделал пять тачдаунов и был признан его самым ценным игроком. В выигранном «Алабамой» финале плей-офф против «Огайо Стейт» он суммарно набрал 158 ярдов с тремя тачдаунами. По итогам года он стал обладателем Доук Уокер Эворд, приза лучшему раннинбеку студенческого футбола.
Всего за свою студенческую карьеру Харрис набрал на выносе 3 843 ярда, показав лучший результат в истории университета. Он сделал 46 выносных тачдаунов и установил новый рекорд «Алабамы», на четыре тачдауна превзойдя предыдущее достижение, принадлежавшее Марку Инграму и Деррику Хенри.

#### Статистика выступлений в NCAA
| Сезон | Команда              | Игры | Приём | Приём | Приём | Приём | Вынос | Вынос | Вынос | Вынос |
| Сезон | Команда              | Игры | Rec   | Yds   | Y/A   | TD    | Att   | Yds   | Y/A   | TD    |
| ----- | -------------------- | ---- | ----- | ----- | ----- | ----- | ----- | ----- | ----- | ----- |
| 2017  | Алабама Кримсон Тайд | 14   | 6     | 45    | 7,5   | 0     | 61    | 370   | 6,1   | 3     |
| 2018  | Алабама Кримсон Тайд | 15   | 4     | 7     | 1,8   | 0     | 117   | 783   | 6,7   | 4     |
| 2019  | Алабама Кримсон Тайд | 13   | 27    | 304   | 11,3  | 7     | 209   | 1 224 | 5,9   | 13    |
| 2020  | Алабама Кримсон Тайд | 13   | 43    | 425   | 9,9   | 4     | 251   | 1 466 | 5,8   | 26    |
| Всего | Всего                | 55   | 80    | 781   | 9,8   | 11    | 638   | 3 843 | 6,0   | 46    |

### Профессиональная карьера
Перед драфтом НФЛ 2021 года аналитик сайта Bleacher Report Нейт Тайс характеризовал Харриса как бегущего с хорошими антропометрическими данными, который способен набирать ярды после контакта с защитником, умеющего действовать как в выносном, так и в пасовом нападении. К сильным сторонам игрока Тайс относил хорошую работу ног и умение сохранять равновесие, навыки игры на маршрутах, умение читать действия защиты, большой набор технических приёмов для ухода от захватов. Среди недостатков Харриса назывались не самая высокая скорость и риск фамблов, связанный с контактной манерой игры бегущего.
В первом раунде драфта Харрис был выбран «Питтсбургом» под общим двадцать четвёртым номером. В мае он подписал с клубом контракт на четыре года, сумма соглашения составила 13,1 млн долларов. Перед началом регулярного чемпионата его называли в числе возможных претендентов на приз Новичку года в нападении, чему способствовала ориентированная на вынос концепция игры нового координатора нападения «Стилерз» Мэтта Кэнады. В составе команды Харрис дебютировал в игре первой недели чемпионата, набрав 49 ярдов. По итогам первых шести матчей он набрал на выносе 388 ярдов, побив рекорд клуба для новичков, ранее принадлежавший Левеону Беллу. 

#### Статистика выступлений в НФЛ

##### Регулярный чемпионат
| Сезон | Команда           | Игры | Приём | Приём | Приём | Приём | Вынос | Вынос | Вынос | Вынос |
| Сезон | Команда           | Игры | Rec   | Yds   | Y/A   | TD    | Att   | Yds   | Y/A   | TD    |
| ----- | ----------------- | ---- | ----- | ----- | ----- | ----- | ----- | ----- | ----- | ----- |
| 2021  | Питтсбург Стилерз | 10   | 49    | 337   | 6,9   | 2     | 188   | 685   | 3,6   | 5     |
| Всего | Всего             | 10   | 49    | 337   | 6,9   | 2     | 188   | 685   | 3,6   | 5     |

* На 27 ноября 2021